# 바링고현

바링고현

바링고현(Baringo County)은 케냐를 구성하는 47개 현 가운데 하나로 현도는 카바르네트이며 면적은 11,075.3km2, 인구는 555,561명(2009년 기준)이다. 2013년에 실시된 행정 구역 개편에 따라 리프트밸리주에서 분리되어 신설되었다. 서쪽으로는 우아신기슈현과 엘게요마라퀘트현, 북서쪽으로는 서포코트현, 북쪽으로는 투르카나현, 북동쪽으로는 삼부루현, 동쪽으로는 라이키피아현, 남쪽으로는 나쿠루현, 남동쪽으로는 케리초현과 접한다.

## 인구
| 연도    | 인구    | ±%     |
| ------- | ------- | ------ |
| 1979    | 203,792 | —      |
| 1989    | 347,990 | +70.8% |
| 1999    | 403,141 | +15.8% |
| 2009    | 555,561 | +37.8% |
| 2019    | 666,763 | +20.0% |
| source: |         |        |